# INSPIRATA
Die INSPIRATA (abgeleitet vom lat.: inspirare „einatmen“) ist ein Leipziger Projekt zur Förderung der mathematisch-naturwissenschaftlichen Bildung für jedermann mit besonderem Augenmerk auf Schulklassen.

## Vorgeschichte
Während des Wissenschaftssommer 2008, dem zentralen Ereignis des Jahres der Mathematik 2008, konnte die von einem Leipziger Lehrerehepaar ausgehende Idee umgesetzt werden. Hilfe dazu kam von der Leipziger Universität, der Sächsischen Bildungsagentur und der Deutschen Telekom Stiftung. In dessen Vorfeld entwickelten und erstellten Schüler und Referendare Exponate, die von vornherein zur Nachnutzung in der INSPIRATA bestimmt waren. Im weiteren Verlauf konnten neue Partner gewonnen werden, u. a. das Max-Planck-Institut für Mathematik in den Naturwissenschaften. Anfang September 2008 nahm die INSPIRATA ihren regelmäßigen Betrieb auf. Anfang November 2008 wurde der Verein „INSPIRATA – Zentrum für mathematisch-naturwissenschaftliche Bildung e.V.“ gegründet. Nach mehreren Interimsstandorten konnte ein Quartier in einem Bürogebäude auf der Alten Messe Leipzig gefunden werden. Die Leipziger Mathematiklehrerin Ines Petzschler wurde für ihre Beteiligung an der Gründung der INSPIRATA mit dem Botschafterpreis 2011 der Initiative MINT Zukunft schaffen ausgezeichnet.

## Aktuelles
Die neuen Räumlichkeiten bieten Ausstellungsfläche und Möglichkeiten für eine sachlich aufgefächerte Darstellung der Exponate sowie für zusätzliche Angebote wie Workshops, Lehrerfortbildungen, Sonderveranstaltungen usw.
Die INSPIRATA findet Anerkennung als Partner des Ferienpass-Programms der Stadt Leipzig, bei der Berufsorientierung des Programms MINT-Individual mit der ciT GmbH Leipzig sowie für Bildungsagentur, Bundesagentur für Arbeit, die Industrie- und Handelskammer zu Leipzig, das BMW-Werk Leipzig u. a.